# نخلة أطلسية

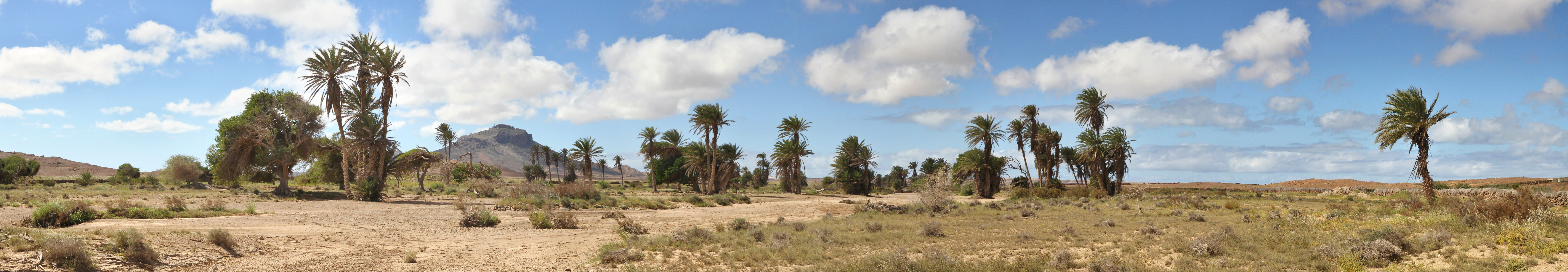
منظر بانورامي لواحة في وسط بوا فيستا الغربية

نخلة أطلسية (الاسم العلمي: Phoenix atlantica) هي نوع من النباتات يتبع جنس النخلة من الفصيلة الفوفلية.